# Лонсдейл (город, Миннесота)
Лонсдейл (англ. Lonsdale) — город в округе Райс, штат Миннесота, США. На площади 3,4 км² (3,4 км² — суша, водоёмов нет), согласно переписи 2000 года, проживают 1491 человек. Плотность населения составляет 436,1 чел./км².
- Телефонный код города — 507
- Почтовый индекс — 55046
- FIPS-код города — 27-38150[1]
- GNIS-идентификатор — 0647154[2]